# Leonardo Pavoletti
Leonardo Pavoletti (* 26. November 1988 in Livorno) ist ein italienischer Fußballspieler. Der Stürmer gelangte auch zu einem Einsatz in der Nationalmannschaft.

## Karriere

### In den Vereinsmannschaften
Pavoletti begann seine fußballerische Laufbahn bei der Gruppo Sportivo C.N.F.O. Von 2005 bis 2008 spielte er beim in seiner Heimatstadt Livorno ansässigen Verein Armando Picchi, damals in der vierthöchsten italienischen Liga. Anschließend hatte er Stationen beim FC Esperia Viareggio, bei der AC Pavia, bei Juve Stabia und bei der AS Casale. In der Saison 2011/12 spielte er für Virtus Lanciano in der dritthöchsten italienischen Liga und wurde mit 16 Toren in 33 Spielen Torschützenkönig.
Darauf folgte ein Wechsel zum Zweitligaklub US Sassuolo Calcio. Er traf in den ersten vier Ligaspielen fünf Mal, gab aber im Dezember 2012 nach einem Spiel gegen Livorno einen positiven Dopingtest (Tuaminoheptan) ab. Der Verein konnte eine Sperre jedoch abwenden und machte ein Nasenspray für das Ergebnis verantwortlich. Pavoletti verhalf dem Verein letztlich mit elf Toren in 33 Spielen zum Aufstieg in die Serie A.
Kurz vor Schluss des Sommertransferfensters 2013 wurde Pavoletti an Varese Calcio verliehen. Mit 20 Toren in 36 Einsätzen verhinderte er den Abstieg des Vereins. Die Leistungen des Italieners weckten das Interesse internationaler Vereine, darunter angeblich die TSG 1899 Hoffenheim. Am 31. August 2014 lehnte Pavoletti ein Angebot von Leeds United ab und entschied sich zu einem Verbleib bei Sassuolo.
Am 13. Dezember 2014 erzielte er bei der 1:2-Niederlage gegen Palermo seinen ersten Treffer in der Serie A. Nachdem zum Jahreswechsel erneut Gerüchte um einen Wechsel zu Leeds United aufkamen – Pavoletti wurde im Stadion und beim Training gesichtet – wechselte er auf Leihbasis zum FC Genua. Nach sechs Toren in zehn Spielen zog Genua im Sommer die Kaufoption über vier Millionen Euro, die bei dem Deal vereinbart worden war.
In der Saison 2015/16 und in der ersten Saisonhälfte 2016/17 lief Pavoletti 32 Mal für Genua auf und erzielte dabei 17 Tore. Diese Ausbeute veranlasste den SSC Neapel dazu, den Italiener im Januar 2017 für 18 Millionen Euro zu verpflichten. Nachdem er bei sechs Einsätzen bis zum Sommer torlos geblieben war, wurde er an den sardischen Verein Cagliari Calcio ausgeliehen. In dem Leihdeal war darüber hinaus eine Kaufpflicht über zehn Millionen Euro eingebunden, eine Rekordsumme für Cagliari, die am 1. Juli 2018 in Kraft trat.
In der Saison 2018/19 erzielte er mit 16 Treffern die sechstmeisten Tore der Spielzeit in der Serie A.

### In der Nationalmannschaft
Pavoletti wurde im Jahr 2016 sowohl von Antonio Conte als auch Gian Piero Ventura für die Italienische Nationalmannschaft nominiert, kam jedoch nicht zum Einsatz. Auch Roberto Mancini nominierte Pavoletti im November 2018 ohne ihn einzusetzen. Am 26. März 2019 feierte Pavoletti sein Debüt beim 6:0-Erfolg über Liechtenstein, bei dem er das Tor zum Endstand erzielen konnte. Seine letzte Nominierung erfolgte im August 2020, jedoch ohne weiteren Einsatz. Seither wurde er nicht mehr berücksichtigt.